# 希代格库蒂·南多尔
希代格库蒂·南多尔（匈牙利語：Hidegkuti Nándor，1922年3月3日—2002年2月14日），匈牙利男子足球运动员，司职前锋。他曾代表匈牙利参加1952年夏季奥林匹克运动会足球比赛，获得一枚金牌。